# Rustichello de Pisa
Rustichello de Pisa fue un escritor pisano. Consiguió fama mundial, cuando, después de ser hecho prisionero por los genoveses en la batalla de Meloria de 1284, estuvo encarcelado con Marco Polo alrededor del año 1298 durante la guerra entre Venecia y Génova. Durante este tiempo, Marco Polo había dictado el relato de sus viajes a Rustichello, quien probablemente lo escribió en lengua provenzal. Juntos lo publicaron en el libro Il Milione («El Millón»), conocido en castellano como Los viajes de Marco Polo, el libro que abrió a Europa a Oriente y cambió así el mundo como se conoció antes para siempre.
Anteriormente, Rustichello había escrito una obra en francés conocida como el Roman de Roi Artus (La novela del Rey Arturo) o, simplemente, La Compilación, que poseía Eduardo I de Inglaterra, quien cruzó Italia en su camino hacia la Octava Cruzada en 1272, y a quien De Pisa sirvió por muchos años. La Compilación contiene una interpolación del Romance de Palamedes, un relato en prosa a cuenta del Caballero Palamedes el Sarraceno, de Arturo y de la historia de los Caballeros de la Mesa Redonda. Se dividió más adelante en dos secciones, nombradas según sus protagonistas del principio: Meliadus (padre de Tristán) y Guiron le Courtois; éstos siguieron siendo populares durante siglos, con enorme influencia en obras escritas en francés, así como en español, italiano e incluso griego.